# دانیل رایش
دانیل رایش (انگلیسی: Daniel Reiche؛ زادهٔ ۱۴ مارس ۱۹۸۸) بازیکن فوتبال اهل آلمان است.
از باشگاه‌هایی که در آن بازی کرده‌است می‌توان به باشگاه فوتبال دویسبورگ و باشگاه فوتبال وولفسبورگ اشاره کرد.